# Prachtfregattvogel
Der Prachtfregattvogel (Fregata magnificens) ist eine Art aus der Ordnung Suliformes.
In Europa ist der Prachtfregattvogel ein sehr seltener Ausnahmegast, der möglicherweise durch Hurricane-Ausläufer an die europäischen Küsten verdriftet wird. Beobachtungen liegen unter anderem aus Großbritannien aus dem Jahre 1998 und Dänemark im Jahre 1968 vor.

## Merkmale

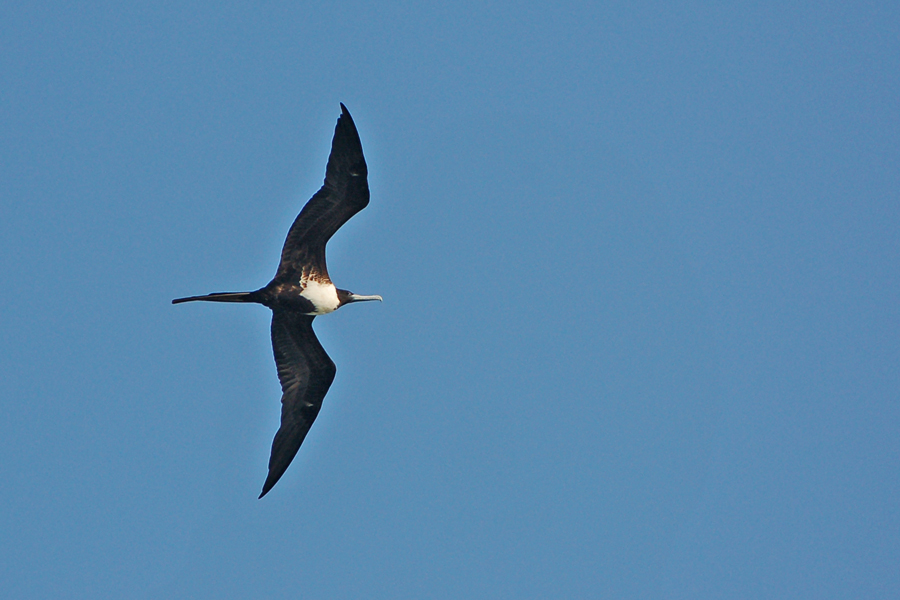
Weiblicher Prachtfregattvogel

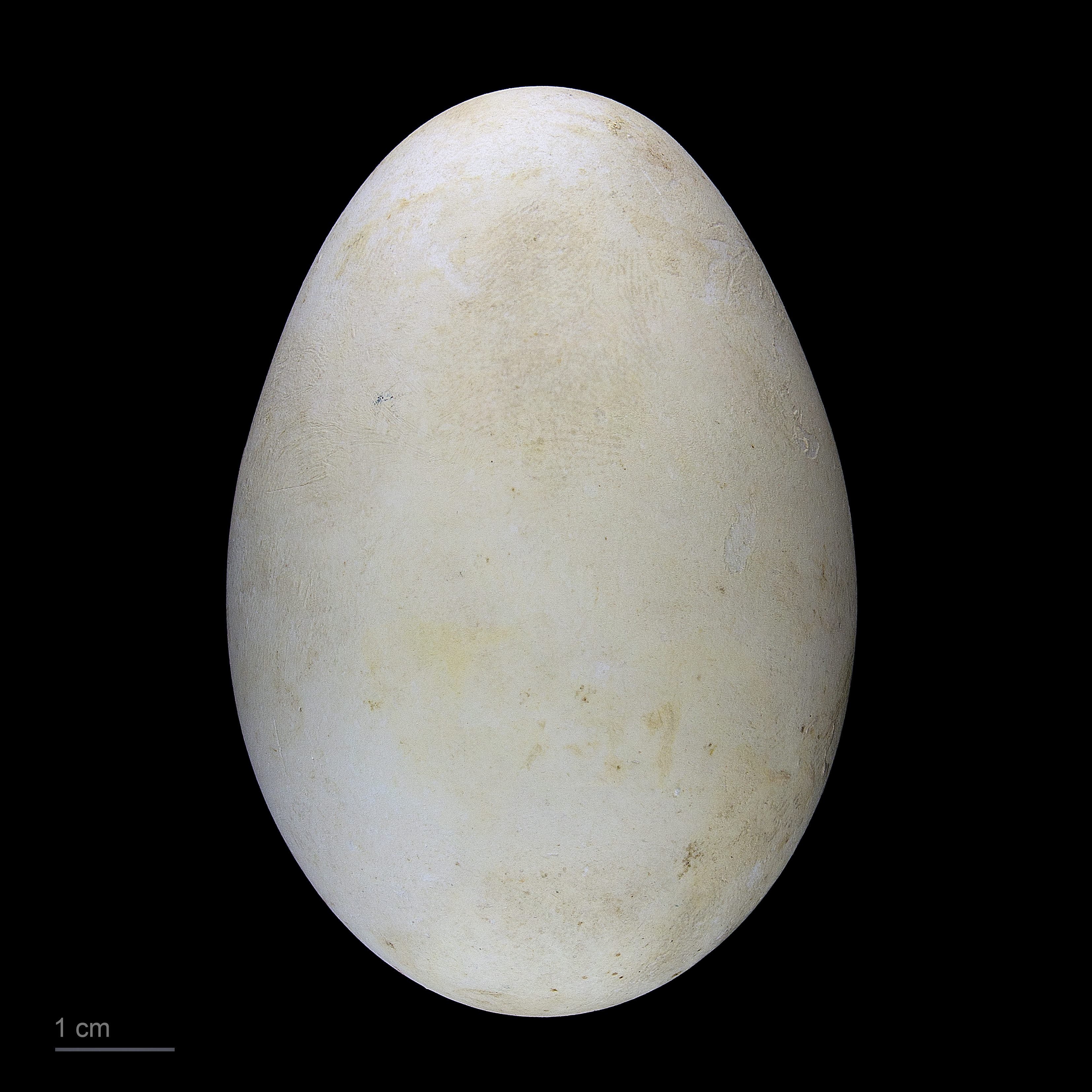
Ei des Fregata magnificens

Der Prachtfregattvogel ist bis 102 cm lang, hat eine Flügelspannweite von 217 bis 229 cm und ein Gewicht von 1,1 bis 1,6 kg. Er hat einen langen, tief gegabelten Schwanz. Die schmalen und langen, weit geöffneten und abgewinkelten Flügel haben die Form eines offenen „W“s. Das Gefieder ist überwiegend glänzend schwarz, nur das Weibchen hat eine weiße Binde an der Unterseite. Das Federkleid des Jungvogel ist am Kopf und der Unterseite weiß, auf der Oberseite braunschwarz mit sandbrauner Strichelung. Das adulte Gefieder wird erst nach vier bis sechs Jahren erreicht.
Das Männchen hat einen roten Kehlsack, den es während der Balz ballonartig aufbläst. Die Beine bleiben kurz und die vier Zehen sind über kleine Schwimmhäute verbunden und tragen starke Krallen. Mit den schwachen Beinen kann er nicht gehen, sondern sich nur an Ästen festhalten.
Sein Gefieder ist wenig Wasser abstoßend, daher schwimmt er fast nie. Er fliegt akrobatische Luftmanöver und kann stundenlang segeln. Er kann bis zu 26 Jahre alt werden.

## Vorkommen

Das Verbreitungsgebiet

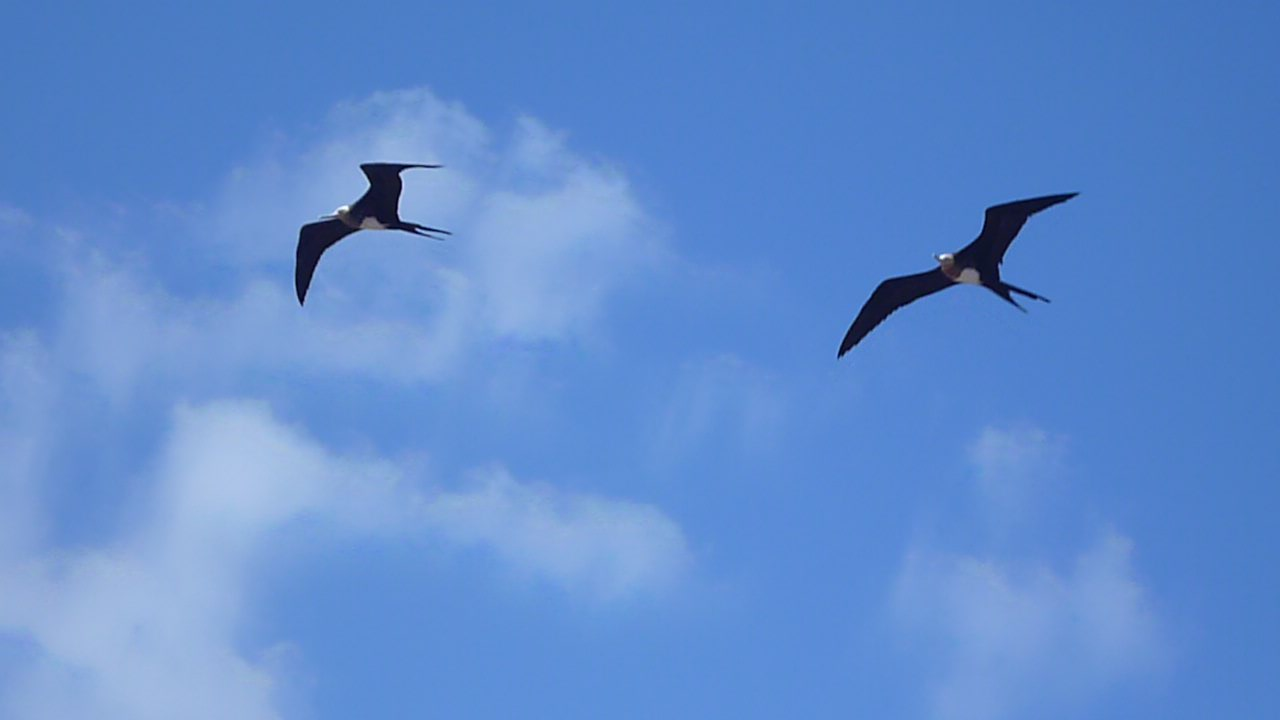
Prachtfregattvogel Galápagos-Inseln

Der Prachtfregattvogel lebt an der amerikanischen Pazifikküste von Baja California bis Ecuador einschließlich der Galapagosinseln und an der Atlantikküste von Florida bis Südbrasilien. Es gibt in der Westpaläarktis Reliktpopulationen, unter anderem auf den Kapverdischen Inseln. Der Bestand wird nur noch auf zehn Individuen geschätzt.
Die Population auf den Galapagosinseln ist möglicherweise eine eigenständige Art, wie eine Studie von Wissenschaftlern der Smithsonian Institution und University of Missouri–St. Louis nahelegt. Die Prachfregattvögel auf den Galapagos haben seit mehreren 100.000 Jahren in Isolation gelebt und sind genetisch und morphologisch so von ihren Verwandten außerhalb der Galapagos verschieden, dass gesonderte Schutzbemühungen nötig sind. Angesichts dieser Ergebnisse erscheint der derzeitige Bestand auf den Galapagos von ca. 1000 Brutpaaren relativ niedrig.

## Fortpflanzung

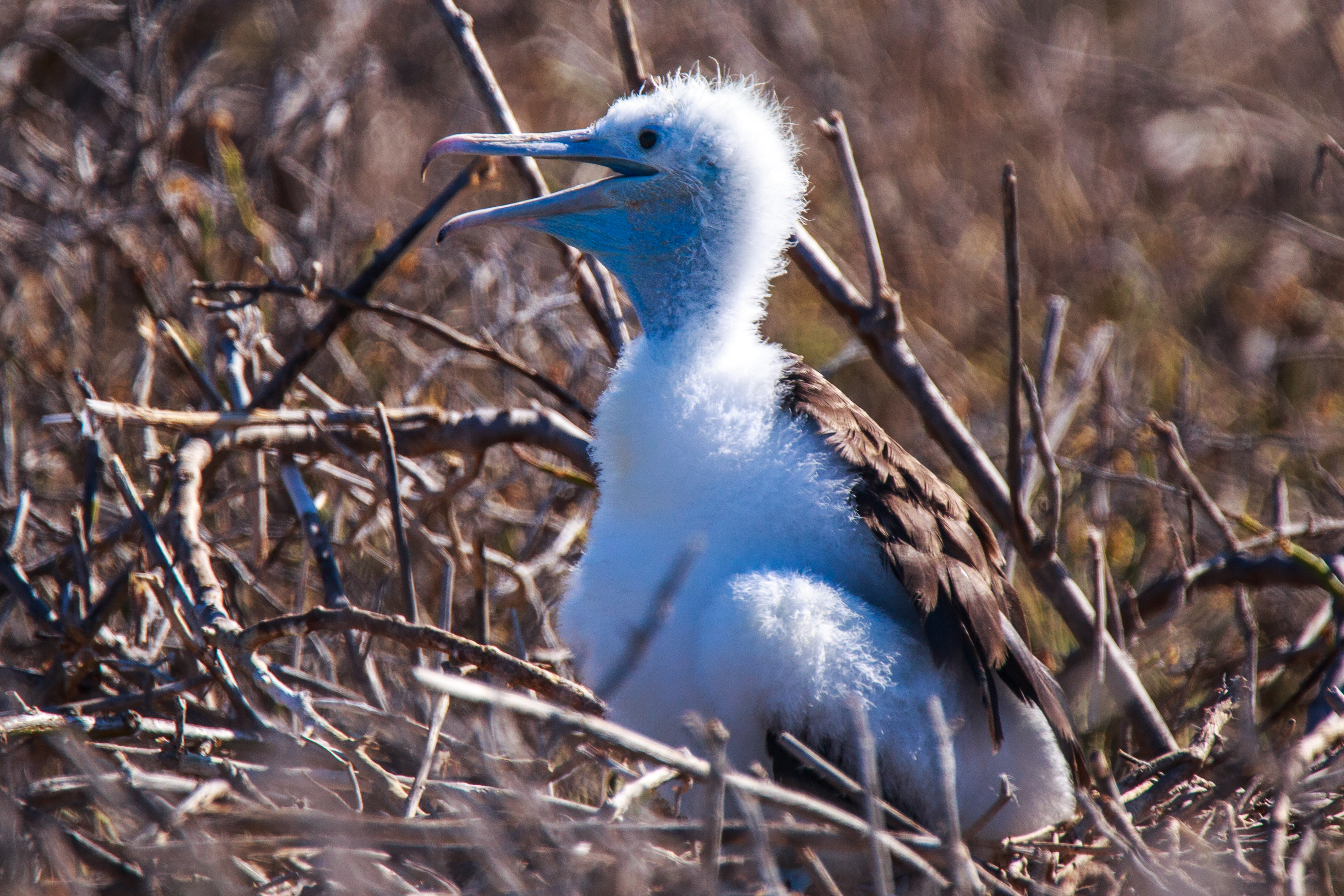
Prachtfregattvogelküken

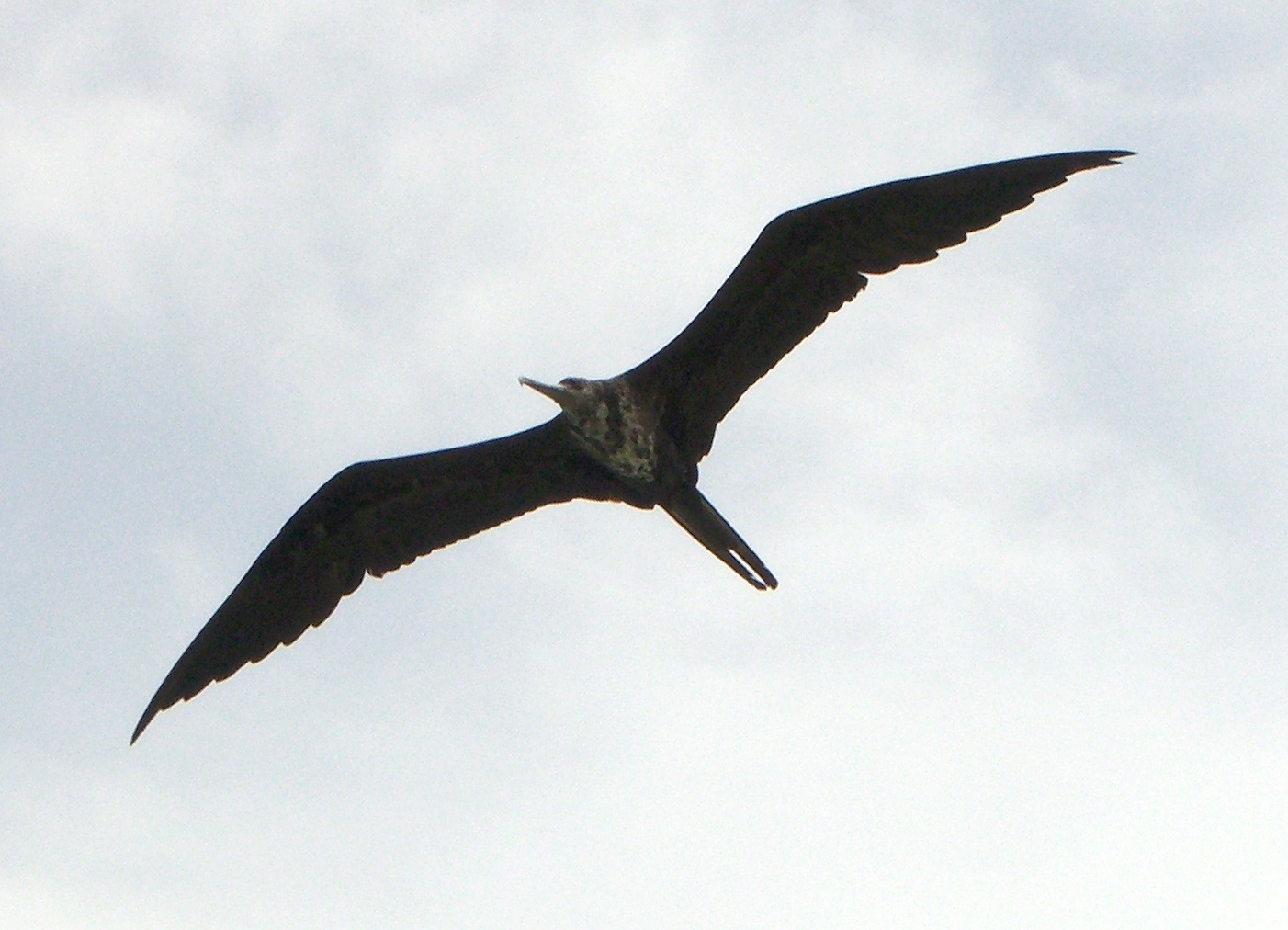
Immaturer Prachtfregattvogel

Bei der Balz sitzen das Männchen auf Ästen und zeigt mit lautem Geschrei den aufgeblähten Kehlsack.
Beide Partner teilen sich an Nestbau, Brut und Jungenfütterung. Das Nest ist auf Mangrovengehölzen, Büschen oder Kakteen, seltener am Boden. Es wird ein einziges Ei gelegt. Das weiße Ei ist im Durchschnitt 68 mal 47 Millimeter groß. Es wird 40 – 50 Tage bebrütet. Nach fünf bis sechs Monaten ist der Jungvogel flügge, wird aber noch weitere fünf bis sieben Monate vom Weibchen gefüttert.

## Nahrung
Der Prachtfregattvogel ernährt sich von Fischen und Tintenfischen, die er im Flug an der Wasseroberfläche fängt. Er attackiert andere Seevögel im Flug, bis diese ihren eben gemachten Fang hervorwürgen und fängt noch im Flug die fallen gelassene Beute (siehe auch Kleptoparasitismus). An Land erbeutet er junge Schildkröten sowie Eier und Küken.

## Belege

### Einzelbelege
1. 1 2  Hans-Günther Bauer, Einhard Bezzel und Wolfgang Fiedler (Hrsg.): Das Kompendium der Vögel Mitteleuropas: Alles über Biologie, Gefährdung und Schutz. Band 1: Nonpasseriformes – Nichtsperlingsvögel, Aula-Verlag Wiebelsheim, Wiesbaden 2005, ISBN 3-89104-647-2, S. 226
2. ↑  Frank Hailer, EA Schreiber, Joshua M Miller, Iris I Levin, Patricia G Parker, R Terry Chesser, Robert C Fleischer. Long-term isolation of a highly mobile seabird on the Galapagos. Proceedings of the Royal Society B. 2011, 278(1707):817-825 , doi:10.1098/rspb.2010.1342 Abstract
3. ↑  Mark E. Hauber: The Book of Eggs: A Life-Size Guide to the Eggs of Six Hundred of the World’s Bird Species. University of Chicago Press, Chicago 2014, ISBN 978-0-226-05781-1, S. 127 (google.com).